# The World EP.1: Movement
The World EP.1: Movement — девятий мініальбом південнокорейського хлопчачого гурту Ateez. Реліз відбувся 29 липня 2020 року під лейблами KQ Entertainment, RCA Records та Legacy Recordings. Альбом складається з сімох треків, включаючи заголовний сингл «Guerrilla».

## Реліз та просування
23 квітня фанати помітили декілька постерів у районі Гонде, Сеул та навкруги стадіону, де проходив концерт Ateez у Мадриді, Іспанія. На постерах був QR код, що перекидає на відео, що дражнить щось, що невідоме у липні 2022.
28 червня фанатам, які були присутні на записі спеціального виступу Ateez на «The Show», через AirDrop та Bluetooth надіслали аудіофайл — «Propaganda» від Ateez. Гурт також розмістив QR-код, що перекидує на той самий аудіофайл, на своїх акаунтах у соціальних мережах, й негайно видалив того ж дня. 1 липня гурт випустив другий тизер, а також відео — «Wake Up, The World», підтвердивши вихід нового альбому — The World EP.1: Movement, 29 липня. 2 липня випустили третій тизер разом із фразою «Lies Control Rules» (укр. правила контролю брехні), а 3 липня четвертий — «Are you seeing this? Eyes in the sky» (укр. Бачите це? Подивіться в небо). 4 липня Ateez випустили календар просування альбому.
28 липня Ateez провели презентацію майбутнього альбому, а також вперше виконали титульний сингл «Guerrilla» та пісню «Sector 1». 29 липня офіційно вийшов The World EP.1: Movement.

## Комерційний успіх
24 липня 2022 року кількість пре замовлень на The World EP.1: Movement перевищила 1,1 мільйона копій, побивши попередній рекорд у кар'єрі Ateez — 810,000 попередніх замовлень на альбом Zero: Fever Part.3. Продажі альбому за перший тиждень перевищили 930 000 копій, й мініальбом очолював Circle Album Chart два тижні поспіль. Альбом посів 3 місце в чарті Billboard 200 у США, що стало першим потраплянням Ateez в топ 10 головного чарту. Він також посів 2 місце в Billboard Top Album Sales та Top Current Album Sales Chart. У вересні Korea Music Content Association сертифікувала альбом як мільйонний.

## Список пісень
| #     | Назва                  | Автор слів                                                               | Автор музики                             | Аранжування                              | Тривалість |
| ----- | ---------------------- | ------------------------------------------------------------------------ | ---------------------------------------- | ---------------------------------------- | ---------- |
| 1.    | «Propaganda»           | Eden Ollounder Leez Peperoni Oliv Dwayne Neko                            | Eden Ollounder Leez Peperoni Oliv        | Eden Ollounder Leez Peperoni Oliv        | 1:17       |
| 2.    | «Sector 1»             | Eden Ollounder Leez Maddox Peperoni Oliv Kim Hong-joong Song Min-gi      | Eden Ollounder Leez Maddox Peperoni Oliv | Eden Ollounder Leez Maddox Peperoni Oliv | 3:03       |
| 3.    | «Cyberpunk»            | Eden Ollounder Leez Peperoni Oliv Kim Hong-joong Song Min-gi             | Eden Ollounder Leez Peperoni Oliv        | Eden Ollounder Leez Peperoni Oliv        | 3:44       |
| 4.    | «Guerrilla»            | Eden Ollounder Leez HLB Kim Hong-joong Song Min-gi                       | Eden Ollounder Leez                      | Ollounder                                | 3:27       |
| 5.    | «The Ring»             | Eden Ollounder Leez Buddy Kim Hong-joong Song Min-gi                     | Eden Ollounder Leez Buddy                | Eden Ollounder Leez Buddy                | 4:00       |
| 6.    | «WDIG (Where Do I Go)» | Eden Ollounder Leez Peperoni Oliv Kim Hong-joong Song Min-gi Dwayne Neko | Eden Ollounder Leez Peperoni Oliv        | Eden Ollounder Leez Peperoni Oliv        | 3:13       |
| 7.    | «New World»            | Eden Leez Buddy Kim Hong-joong Song Min-gi Dwayne Neko                   | Eden Leez Buddy                          | Eden Leez                                | 3:36       |
| 22:20 |                        |                                                                          |                                          |                                          |            |

## Чарти

### Щотижневі чарти
| Чарт (2022)                                        | Пікова позиція |
| -------------------------------------------------- | -------------- |
| ARIA Digital Album Chart (ARIA)                    | 15             |
| Australian Hitseekers Albums (ARIA)                | 15             |
| Бельгія Belgian Albums (Ultratop Flanders)         | 21             |
| Бельгія Belgian Albums (Ultratop Wallonia)         | 41             |
| Croatia International Albums (HDU)                 | 10             |
| Фінляндія Finnish Albums (Suomen virallinen lista) | 6              |
| Угорщина Hungarian Albums (MAHASZ)                 | 19             |
| Японія Japanese Albums (Oricon)                    | 4              |
| Japanese Hot Albums (Billboard Japan)              | 64             |
| Польща Polish Albums (ZPAV)                        | 9              |
| South Korean Albums (Circle)                       | 1              |
| Swedish Physical Albums (Sverigetopplistan)        | 5              |
| Швейцарія Swiss Albums (Schweizer Hitparade)       | 87             |
| Велика Британія UK Digital Albums (OCC)            | 19             |
| США Billboard 200                                  | 3              |
| США World Albums (Billboard)                       | 1              |

### Місячні чарти
| Чарт (2022)                  | Пікова позиція |
| ---------------------------- | -------------- |
| Japanese Albums (Oricon)     | 17             |
| South Korean Albums (Circle) | 4              |

### Чарти кінця року
| Чарт (2022)                    | Позиція |
| ------------------------------ | ------- |
| Japanese Albums (Oricon)       | 96      |
| South Korean Albums (Circle)   | 19      |
| US Top Album Sales (Billboard) | 94      |

## Нагороді і номінації
| Видавець            | Список                                  | Номінант                 | Місце | Прим.  |
| ------------------- | --------------------------------------- | ------------------------ | ----- | ------ |
| Billboard           | The 25 Best K-pop Albums of 2022        | The World EP.1: Movement | 9     | [ 28 ] |
| Dazed               | The Best K-pop Tracks of 2022           | «Guerrilla»              | 3     | [ 29 ] |
| NME                 | The 25 Best K-pop Songs of 2022         | «Cyberpunk»              | 9     | [ 30 ] |
| NME                 | The 25 Best K-pop Songs of 2022         | «Guerrilla»              | 25    | [ 30 ] |
| Paper               | The Best K-pop B-sides of 2022          | «Cyberpunk»              | 3     | [ 31 ] |
| Rolling Stone India | The 10 Best Korean Music Videos of 2022 | «Guerrilla»              | 3     | [ 32 ] |

| Пісня       | Програма              | Дата           | Прим.  |
| ----------- | --------------------- | -------------- | ------ |
| «Guerrilla» | Music Bank (KBS)      | 5 серпня 2022  | [ 33 ] |
| «Guerrilla» | Music Bank (KBS)      | 12 серпня 2022 | [ 34 ] |
| «Guerrilla» | The Show (SBS M)      | 2 серпня 2022  | [ 35 ] |
| «Guerrilla» | The Show (SBS M)      | 9 серпня 2022  | [ 36 ] |
| «Guerrilla» | Show Champion (MBC M) | 3 серпня 2022  | [ 37 ] |
| «Guerrilla» | Show Champion (MBC M) | 10 серпня 2022 | [ 38 ] |

## Сертифікації та продажі
| Регіон                                                                                          | Сертифікація | Продажі   |
| ----------------------------------------------------------------------------------------------- | ------------ | --------- |
| Південна Корея (KMCA)                                                                           | Мільйонний   | 1,002,031 |
| *продажі, що базуються лише на сертифікаціях ^відвантаження, що базуються лише на сертифікаціях |              |           |